# اچ‌ام‌ال‌اس‌تی-۴۱۳
اچ‌ام‌ال‌اس‌تی-۴۱۳ (به انگلیسی: HM LST-413) یک کشتی بود که طول آن ۳۲۸ فوت (۱۰۰ متر) بود. این کشتی در سال ۱۹۴۲ ساخته شد.